# Probopyrus markhami
Probopyrus markhami là một loài chân đều trong họ Bopyridae. Loài này được Rom n-Contreras miêu tả khoa học năm 1996.